# Station Saint-Romain-le-Puy
Station is een spoorwegstation in de Franse gemeente Saint-Romain-le-Puy.